# Alluaudomyia gloriosa
Alluaudomyia gloriosa är en tvåvingeart som beskrevs av Jean-Jacques Kieffer 1925. Alluaudomyia gloriosa ingår i släktet Alluaudomyia och familjen svidknott. Inga underarter finns listade i Catalogue of Life.